# Kościół Wniebowzięcia Najświętszej Maryi Panny w Krotoszycach
Kościół Wniebowzięcia Najświętszej Maryi Panny – rzymskokatolicki kościół parafialny należący do parafii pod tym samym wezwaniem (dekanat Legnica Zachód diecezji legnickiej).

## Historia
Świątynia była wzmiankowana w 1305 i 1335 roku, obecna została zbudowana w XV wieku, następnie została przebudowana w 1626 roku, później była remontowana na przełomie XIX i XX wieku.

## Architektura i wnętrze
Budowla jest orientowana, posiada jedną nawę, wzniesiona została na planie prostokąta z niewyodrębnionym prezbiterium zamkniętym wielobocznie, czworokątna wieża nakryta jest łamanym dachem. Kościół nakrywają dachy dwuspadowe, przy ścianie północnej i południowej znajdują się przybudówki, wnętrze nawy jest nakryte sklepieniem kolebkowym z lunetami, w elewacjach są umieszczone portale, gotycki ostrołukowy profilowany kamienny, oraz renesansowy posiadający profilowane nadproża, okna znajdują się na trzech poziomach elewacji i posiadają wykrój odcinkowy i prostokątny. We wnętrzu można zobaczyć m.in. gotycki ołtarz powstały na początku XVI wieku z uszakami i zwieńczeniem w stylu barokowym, drewnianą ambonę powstałą na początku XVII wieku, fragmenty barokowej empory powstałej około 1700 roku, barokowe obrazy i rzeźby. W murach obwodowych są umieszczone kamienne nagrobki i epitafia pochodzące od XVII do XIX wieku.